# Ambros Opitz
Ambros Opitz (27. září 1846 Leopoldka u Velkého Šenova – 27. září 1907 Varnsdorf), byl rakouský a český katolický duchovní, novinář, vydavatel a politik německé národnosti, na přelomu 19. a 20. století poslanec Českého zemského sněmu; jeden ze zakladatelů Křesťansko-sociální strany mezi českými Němci.

## Biografie

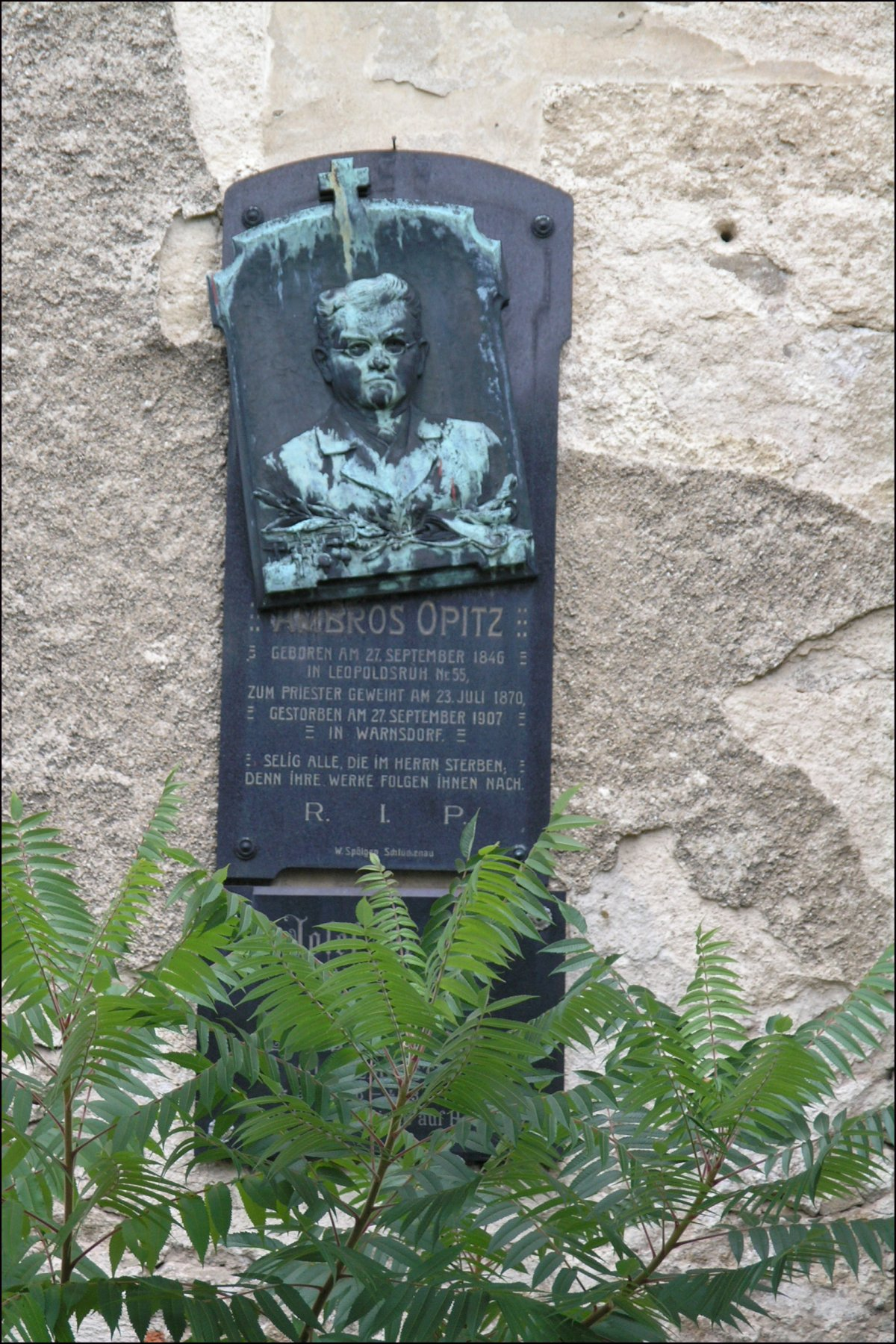
Velký Šenov, náhrobní deska Ambrose Opitze na zdi kostela svatého Bartoloměje

Byl synem obchodníka s textilem. Studoval na katolickém kněžském semináři v Litoměřicích. Roku 1870 byl vysvěcen na kněze. Nastoupil jako kaplan do Varnsdorfu. Vymezoval se proti sekularizaci ale i proti starokatolické církvi, která ve Varnsdorfu získala silné pozice. Od roku 1874 již nebyl aktivní coby duchovní a soustřeďoval se na publicistickou činnost. Ve Varnsdorfu založil tiskárnu, později společně s knihkupectvím a knihvazačstvím. Vydával zde vlastní propagační spisy a periodika jako Nordböhmisches Volksblatt, Warnsdorfer Hausblätter nebo Österreichische Volkszeitung. Postupně přebíral i další denní listy, podnikal i ve Vídni, kde vydával Reichspost. Inspiroval svým příkladem vznik jiných katolicky orientovaných tiskáren. Zájem o angažovanost katolíků ve veřejném životě jej dovedl do Křesťansko-sociální strany. Podílel se na vzniku četných katolických spolků. V roce 1897 založil Křesťansko-sociální svaz pro Německé Čechy. Od roku 1887 organizoval první katolické sjezdy v Čechách a byl aktivním účastníkem celorakouských katolických sjezdů.
Koncem století se zapojil i do zemské politiky. Ve volbách v roce 1895 byl zvolen v městské kurii (volební obvod Georgswalde) do Českého zemského sněmu. Uvádí se jako německý křesťanský sociál (Křesťansko-soc. strana).